# Свобода (Курганинский район)
Свобода — хутор в Курганинском районе Краснодарского края. Входит в Курганинское городское поселение.

## География
Расположен на реке Синюхе в 12 км к востоку от Курганинска и в 31 км к западу от Армавира.
Вблизи северной окраины проходят автодорога Армавир — Курганинск и ж.-д. линия Армавир — Туапсе, имеется станция Чамлык в 1,5 км к северу от хутора.

## Население
| 2002 | 2010 |
| ---- | ---- |
| 850  | ↘640 |

По данным переписи 2002 года, в национальной структуре населения хутора преобладают русские (71 %).

## Улицы
- Восточная,
- Инны Ковалевой,
- Кооперативная,
- Механизаторов,
- Новая,
- Октябрьская,
- Почтовая,
- Проселочная,
- Речная,
- Советская,
- Степная,
- Центральная,
- Школьная,
- Шоссейная[4].